# Reine
Reine es un pueblo de pescadores y centro administrativo del municipio de Moskenes, provincia de Nordland, Noruega. Localizado en la isla de Moskenesøya en el archipiélago de Lofoten, por encima del círculo polar ártico, 300 km al suroeste de la ciudad de Tromsø.

## Información general
Reine ha sido un centro comercial desde 1743. Hoy en día su turismo es importante, ya que a pesar de su remota localización, miles de personas lo visitan anualmente. El pueblo está situado en un promontorio cerca de la ruta europea E10. Reine está localizado justo al sur de Sakrisoya y Hamnøya.
La mayor revista semanal en Noruega, Allers, seleccionó a Reine como el pueblo más bonito de Noruega a finales de los años 1970. Una fotografía sobre Reine de la montaña Reinebringen es utilizada a menudo como página principal en folletos turísticos y libros.

## Galería

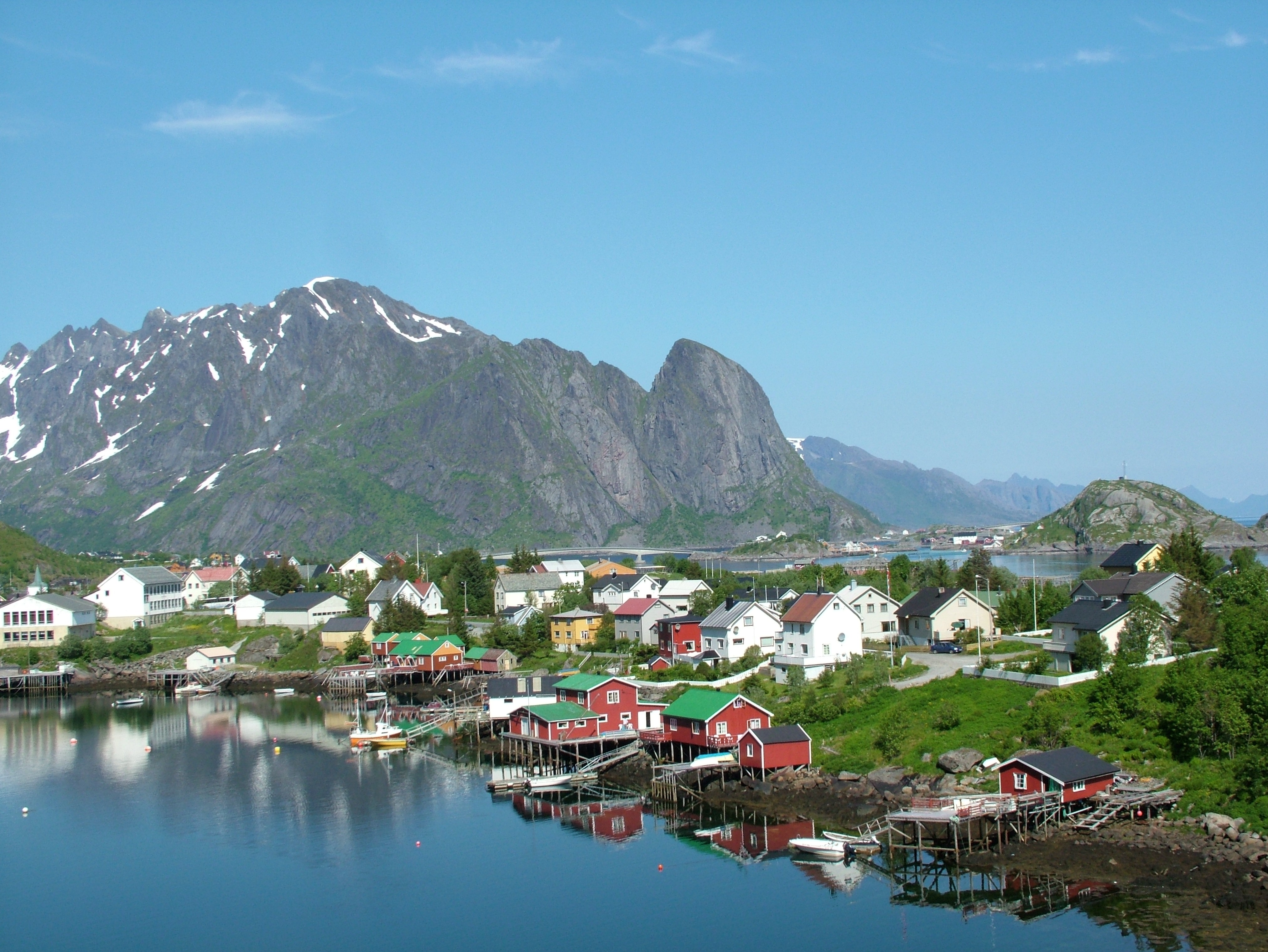
Reine en 2005
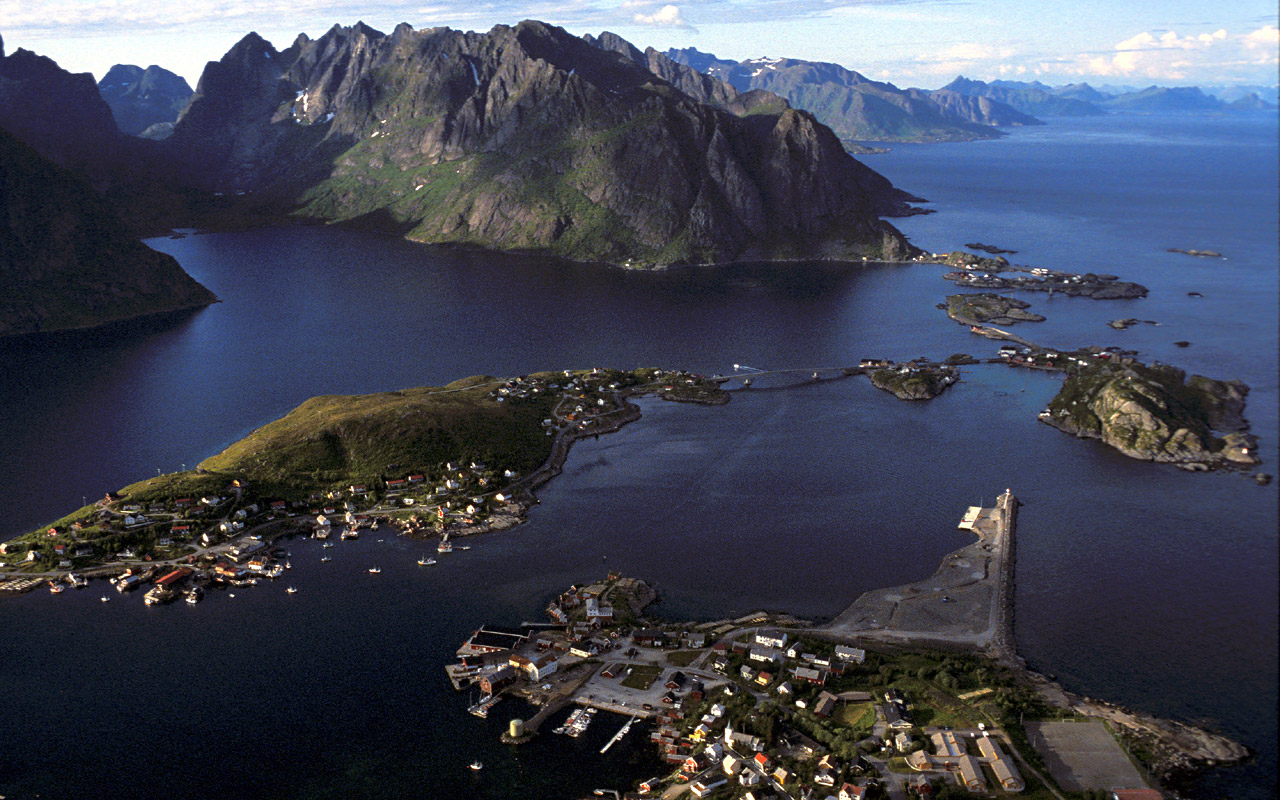
Reine visto desde Reinebringen
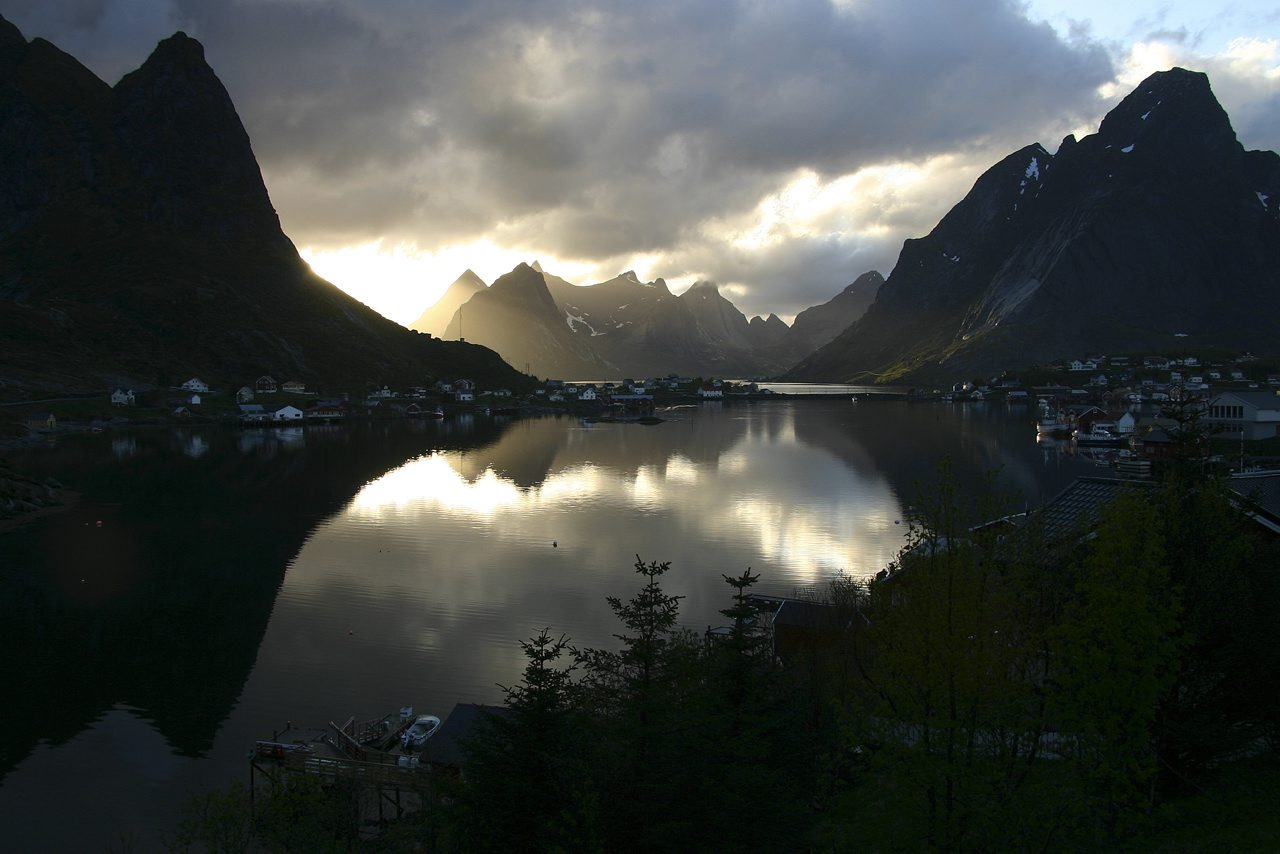
Reine por la noche (sol de medianoche)
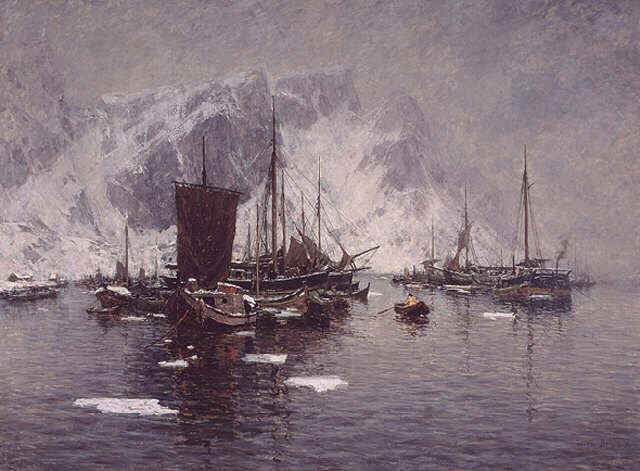
La flota pesquera en Reine, Gunnar Berg (1863–93)
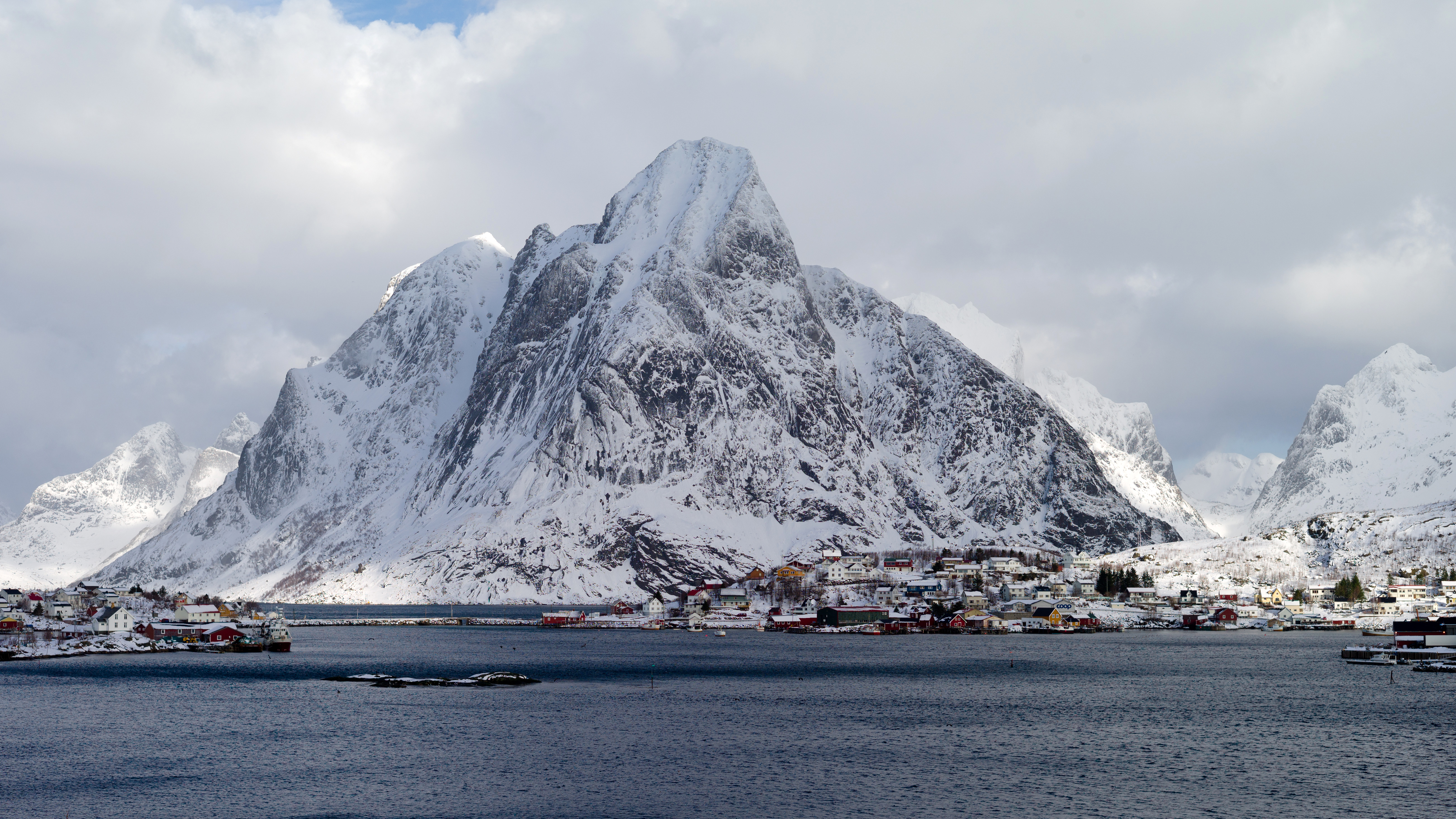
Vista de Reine en marzo 2011
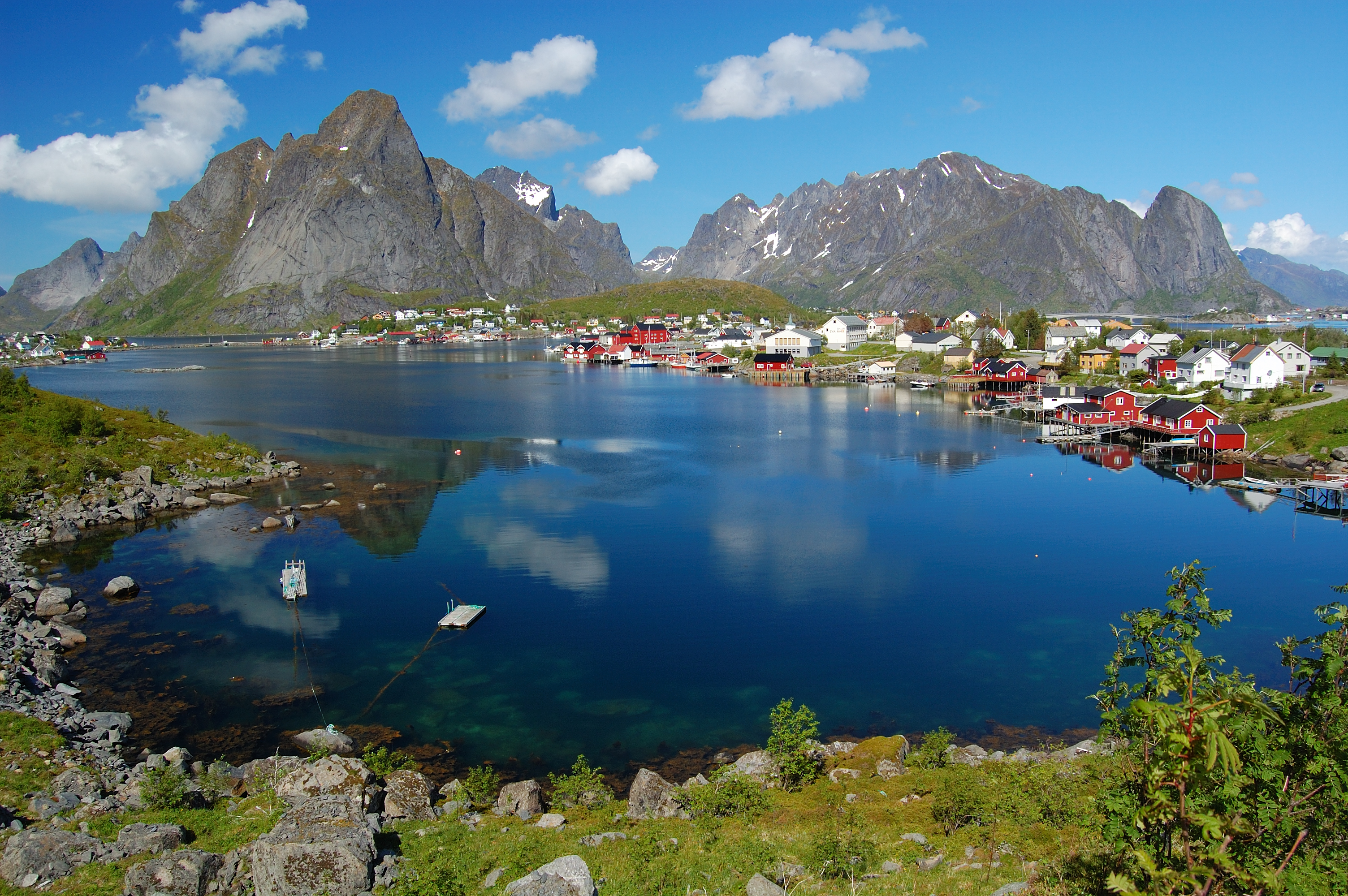
Vista de Reine
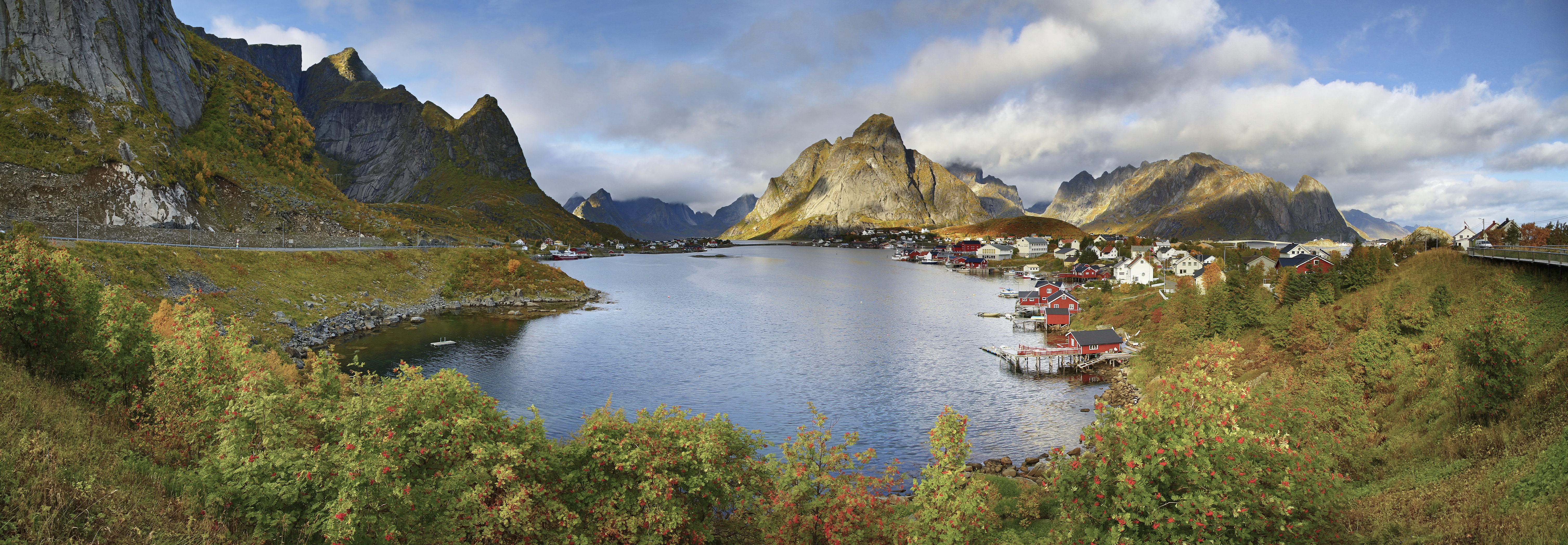
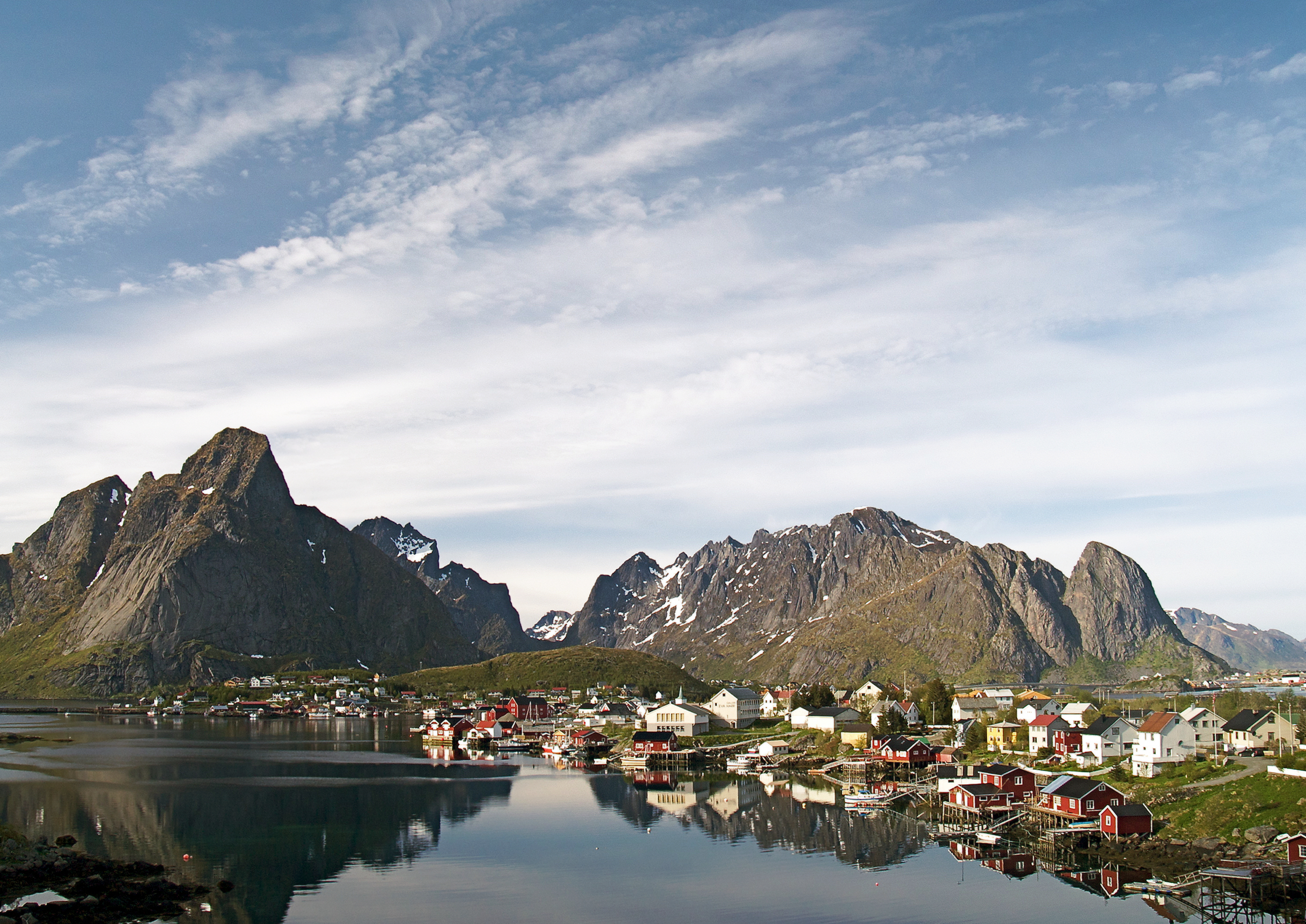